# Aleksis Aleksudis
Aleksis Aleksudis (gr. Αλέξης Αλεξούδης, ur. 20 czerwca 1972 we Florinie) – grecki piłkarz, występował na pozycji napastnika.

## Kariera klubowa
Karierę piłkarską Aleksudis rozpoczął w klubie AO Panelefsiniakos. W 1983 roku zadebiutował w jego barwach w trzeciej lidze greckiej. Po sezonie gry w Panelefsiniakosie przeszedł do pierwszoligowego OFI Kreta. Tam grał przez 4 lata, a najbardziej udanym dla niego sezonem był sezon 1993/1994, gdy strzelił 9 goli w lidze.
Latem 1994 roku Aleksudis odszedł do Panathinaikosu Ateny. Tam na ogół był rezerwowym napastnikiem. W 1994 i 1995 roku zdobył Puchar Grecji. W 1995 roku został po raz pierwszy w karierze mistrzem Grecji, a w 1996 - po raz drugi. W 1996 roku dotarł z Panathinaikosem do półfinału Pucharu Mistrzów. W sezonie 1999/2000 nie rozegrał żadnego spotkania ligowego i następnie odszedł z zespołu.
W sezonie 2000/2001 Aleksudis był najpierw zawodnikiem Ethnikosu Asteras, a następnie OFI Kreta. Po zakończeniu tamtego sezonu zdecydował się przerwać swoją karierę piłkarską.
| Sezon   | Klub               | Kraj   | Rozgrywki     | Mecze | Bramki |
| ------- | ------------------ | ------ | ------------- | ----- | ------ |
| 1989/90 | AO Panelefsiniakos | Grecja | Gamma Ethniki | ?     | ?      |
| 1990/91 | OFI Kreta          | Grecja | Alpha Ethniki | 18    | 0      |
| 1991/92 | OFI Kreta          | Grecja | Alpha Ethniki | 20    | 4      |
| 1992/93 | OFI Kreta          | Grecja | Alpha Ethniki | 10    | 5      |
| 1993/94 | OFI Kreta          | Grecja | Alpha Ethniki | 26    | 9      |
| 1994/95 | Panathinaikos AO   | Grecja | Alpha Ethniki | 12    | 2      |
| 1995/96 | Panathinaikos AO   | Grecja | Alpha Ethniki | 18    | 4      |
| 1996/97 | Panathinaikos AO   | Grecja | Alpha Ethniki | 22    | 5      |
| 1997/98 | Panathinaikos AO   | Grecja | Alpha Ethniki | 19    | 6      |
| 1998/99 | Panathinaikos AO   | Grecja | Alpha Ethniki | 6     | 0      |
| 1999/00 | Panathinaikos AO   | Grecja | Alpha Ethniki | 0     | 0      |
| 2000/01 | Ethnikos Asteras   | Grecja | Alpha Ethniki | 1     | 1      |
| 2000/01 | OFI Kreta          | Grecja | Alpha Ethniki | 13    | 0      |

## Kariera reprezentacyjna
W reprezentacji Grecji Aleksudis zadebiutował 27 kwietnia 1994 roku w wygranym 5:1 towarzyskim spotkaniu z Arabią Saudyjską i w debiucie zdobył gola. W 1994 roku został powołany przez selekcjonera Alkietasa Panaguliasa do kadry na Mistrzostwa Świata w USA. Tam wystąpił w jednym spotkaniu, przegranym 0:4 z Bułgarią, które było jego ostatnim w reprezentacji. Łącznie w kadrze narodowej rozegrał 4 mecze i zdobył jednego gola.